# Max Bleibtreu
Max Bleibtreu (* 3. Januar oder 3. März 1861 in Hardt bei Bonn; † 16. April 1939 in Bonn) war ein deutscher Physiologe. In Greifswald war er Ordinarius und Rektor. 

## Leben
Bleibtreu studierte an der Rheinischen Friedrich-Wilhelms-Universität Bonn zunächst Mathematik und Physik. 1887 immatrikulierte er sich dort auch für Medizin. 1890 wurde er in Bonn zum Dr. med. promoviert. Die Königliche Universität zu Greifswald berief ihn 1903 auf ihren Lehrstuhl für Physiologie. In Greifswald entwickelte Bleibtreu unter anderem ein Verfahren zur Reindarstellung der Glykocholsäure. Darüber hinaus befasste er sich mit Untersuchungen zur Fettresorption im Darm. Nach 1918 erregte vorrangig das Thrombin sein wissenschaftliches Interesse. Für das akademische Jahr 1910/11 wurde Bleibtreu zum Rektor der Universität Greifswald gewählt. Im Ersten Weltkrieg war das Institut für Physiologie Militärlazarett und Bleibtreu dort Chefarzt. 1926 emeritiert, kehrte er in seine rheinische Heimat zurück.